# Andrew Pagett
Andrew Pagett, valižanski igralec snookerja, * 25. april 1982, Newport, Wales.
Pagett je postal profesionalec leta 2003.